# Łęka (Dąbrowa Górnicza)
Łęka – dzielnica Dąbrowy Górniczej, licząca około 700 mieszkańców. Do 1977 posiadała status wsi. Następnie, w związku z budową Huty Katowice i rozwojem przemysłowym Dąbrowy Górniczej, wcielona do niej jako dzielnica.

## Historia
Pierwsze wzmianki o osadzie Łęka pojawiają się w XIV wieku w księgach księstwa siewierskiego. W 1551 wymieniony jest niejaki Wawrzyniec Dymek, mieszkaniec wsi Łęka, który był jednym z dozorców żupnictwa sławkowskiego. Przynajmniej od XVIII w. działał tu kamieniołom. W Łęce znajduje się kamienny kościół parafialny pod wezwaniem Najświętszej Marii Panny Częstochowskiej, wybudowany w 1909, kiedy poprzez wydzielenie z parafii sławkowskiej powstała parafia w Łęce. Od XIII wieku znajdowała się tu drewniana kaplica z łaskami słynącą figurą Matki Boskiej Łęckiej, która znajduje się dziś w bocznym ołtarzu kościoła parafialnego w Łęce. Elektryfikacja w 1937.

## Osoby związane z Łęką
W roku 1883 w Łęce urodził się znany poeta Zygmunt Różycki.